# Quetzalia occidentalis
Quetzalia occidentalis är en benvedsväxtart som först beskrevs av Ludwig Eduard Theodor Loesener och Donn. Sm., och fick sitt nu gällande namn av Lundell. Quetzalia occidentalis ingår i släktet Quetzalia och familjen Celastraceae. Inga underarter finns listade.